# Cant del Vallespir

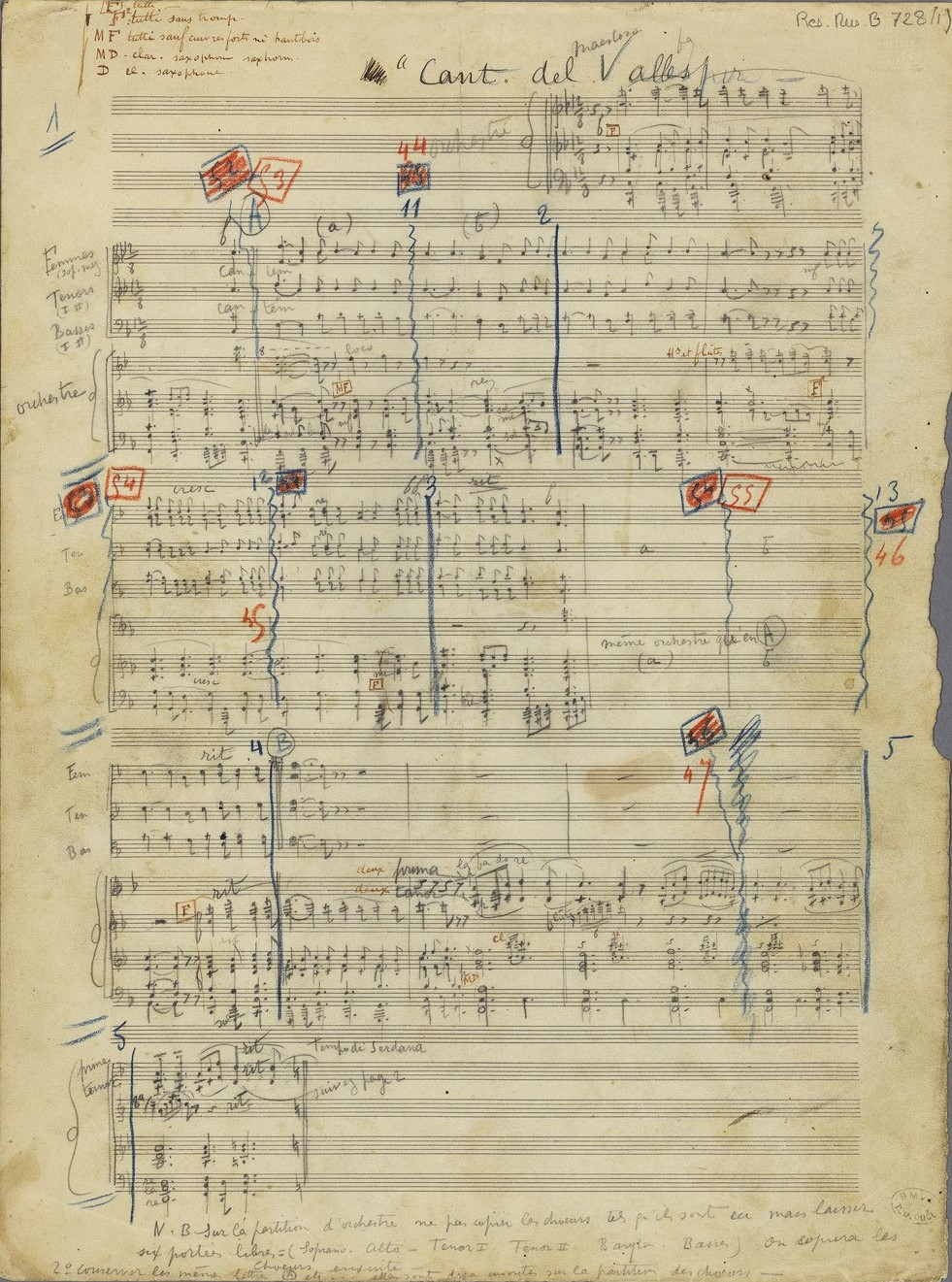
Partitura original del Cant del Vallespir

El Cant del Vallespir és una cançó i una sardana escrita per Joan Amade i composta per Deodat de Severac el 1911. Es va tocar per primera vegada el 2 de juliol del 1911 a les arenes de Ceret, a l'ocasió de les festes d'aquesta ciutat i de la commemoració dels vint-i-cinc anys de l'Harmonia del Vallespir.
Joan Amade, nat l'any 1878 a Ceret, és l'un dels principals autors de la Renaixença, a la Catalunya del Nord. Deodat de Severac, nascut l'any 1872 a Sant Felitz de Lauragués, a l'Alta Garona, regió de llengua occitana, s'instal·là a Ceret el 1910, fins a la fi de la seva vida, l'any 1921.
La lletra, o les paraules, escrites en català, celebren els paisatges del Vallespir, regió històrica i natural de l'Est dels Pirineus: El massís del Canigó, el riu Tec i la «terra catalana», «terra d'alegria i terra de pau». L'aire és, segons Deodat de Severac, «d'una simplicitat coral molt gran», cosa que li permet de ser tocada i cantada ràpidament per les cobles d'aficionats. S'inspira en temes tradicionals catalans.